# Plusioporodesmus bellicosus
Plusioporodesmus bellicosus är en mångfotingart som beskrevs av Filippo Silvestri 1898. Plusioporodesmus bellicosus ingår i släktet Plusioporodesmus och familjen Chelodesmidae. Inga underarter finns listade i Catalogue of Life.